# Peponocyathus folliculus
Peponocyathus folliculus är en korallart som först beskrevs av Pourtalès 1868.  Peponocyathus folliculus ingår i släktet Peponocyathus och familjen Turbinoliidae. Inga underarter finns listade i Catalogue of Life.